# Hiyama-Präfektur-Naturpark
Der Hiyama-Präfektur-Naturpark (jap. 檜山道立自然公園, Hiyama dōritsu shizen kōen) ist ein Präfekturnaturpark im südwestlichen Teil von Hokkaidō, Japan. Er wurde 1960 gegründet und liegt auf dem Gebiet der Gemeinden Esashi, Kaminokuni, Okushiri, Otobe, Setana und Yakumo. Bemerkenswerte Inseln im Park sind Okushiri-jima und Kamome-jima. Mit der IUCN-Kategorie V ist das Parkgebiet als Geschützte Landschaft/Geschütztes Marines Gebiet klassifiziert. Die Präfektur Hokkaidō ist für die Verwaltung des Parks zuständig.